# Sindangjawa (Kadugede)
Sindangjawa is een bestuurslaag in het regentschap Kuningan van de provincie West-Java, Indonesië. Sindangjawa telt 1319 inwoners (volkstelling 2010).